# Митрополит карловачки Павле
Павле Ненадовић (Будим, 14. јануар 1699 — Сремски Карловци, 15. август 1768) био је српски православни митрополит карловачки од 1749. до 1768. године. Пре тога је био епископ горњокарловачки од 1744. до 1748. године, а потом накратко и епископ арадски od 1748. до 1749. године.

## Рана биографија и школовање
Павле Ненадовић је рођен у Будиму 1699, у доњој варошици званој Табан, од оца Ненада и мајке Јелисавете. На крштењу је добио име Петар. Породица се у ствари звала Мирковић. У Будиму је учио српску, немачку и неколико разреда латинске школе. Након завршене школе запослио се у будимском магистрату као писар, где је добро упознао методе државне политике Хабзбуршког царства. Митрополит Павле Ненадовић и синовци Павле Јосифов и Павле Мирков добили су 11. маја 1758. године у Бечу племићки лист и мађарску грбовницу.
Митрополит београдско-карловачки Мојсије Петровић доводи га на свој двор и монаши. Даље богословско образовање стиче као писар, а касније као егзарх карловачких митрополита. Године 1726. рукоположен је за ђакона, а после две године за јеромонаха. Патријарх Арсеније IV поверио му је положај свог генералног егзарха.

## Епископ горњокарловачки
На Марковдан 1742. године, изабран је за епископа горњокарловачког, али је његов избор царица Марија Терезија потврдила тек 1744. године због протеста и оптужби епископа арадског Исаије Антоновића и истраге власти у Бечу поводом тога. После истраге, са председништвом грофа Хамилтона, утврдило се да су оптужбе биле нетачне.
На челу Горњокарловачке епархије је остао преко четири године. У Плашком, где је и било седиште епархије, основао је 1746. године. Средишње училиште за Горњокарловачку и Костајничку епархију, а у Залужници Учитељско-богословску школу за Лику и Крбаву.

## Епископ арадски
На том месту остао је до 1748. године, када је премештен у Арад, јер је дотадашњи арадски епископ Исаија Антоновић изабран за карловачког митрополита. Међутим, није стигао ни да оде у Арад на нову епархију, пошто је митрополит карловачки Исаија ускоро умро и на његово место је изабран арадски епископ Павле Ненадовић.

## Митрополит карловачки
Павле Ненадовић је био карловачки митрополит у времену од 1749. до 1768. године. Потписивао се са „архиепископ и митрополит свега славено сербскаго, болгарскога и валахијскога народа” али и са придодатим "и архимандрит манастира Гргетега".
Да би схватили о каквом се стрпљивом и непоколебљивом човеку ради морамо навести најпре две велике одлике времена у ком је био верски и народни вођа над Србима у Хабзбуршком царству. Прва је унијаћење, допуштено од стране аустријске власти, друго је велико исељавање Срба на подручје данашње Украјине.
Марија Терезија, иако је потврдила српске повластице 1743. ништа није учинила на заустављању насилног и ненасилног насртања на православни живаљ и њихову имовину, нарочито у Славонији и Хрватској. Колико је то било страховито посебно у околини Жумберка сведоче страдања Игумана лепавинског Кодрата, убијеног на прагу свог манастира и ђакона жумберачког Јанка Прусца. Тек после многих жалби карловачког митрополита 1752. и 1753. Марија Терезија је наредила да се Срби не узнемиравају у вери, да им је дозвољено грађење цркви у местима где само они живе, али не и грађење нових. Колико је стање било тешко и поред ових указа мало поправљено сведочи и буна у Северину 1755. године.
Године 1751. Марија Терезија укида војну границу на Тиси и Моришу, јер Београдским миром 1739. она губи на значају. Срби граничари нису желели да дођу у кметски положај под управу жупанија и угарских феудалаца, нити да се баве земљорадњом, јер се од ње једва преживљавало. Због тога је велики број њих прешао прво у Банат, а после у јужну Русију, на обале реке Дњепра. Око 100 хиљада Срба основало је тамо нове области, Нову Србију и Славеносрбију. Све време то исељавање је имало подршку руске државне власти, јер су искусни борци досељавани на пусте пределе, тако да им се ни аустријска влада није смела јавно супротстављати. Једини који се оштро супротстављао томе исељавању Срба био је Митрополит Павле Ненадовић, због чега је био омрзнут на руском двору  и оптуживан чак и за јерес. Јохан Христоф фон Бартенштајн га је описао као далеко умнијег од горњокарловачкиг владике, иако са големим манама, али верног властима. Верници у Ердељу су га сумњичили да се поунијатио и да је постао Немац. Због тих оптужби је ишао у Ердељ.
Без обзира на врло тешке услове живота и управљања православном митрополијом, митрополит Павле Ненадовић није посустајао. Сматрао је за најјаче оружје повећање нивоа образовања и вере у народу. По самом доласку у Сремске Карловце оснива клирикалне-покровбогородичине школе, претече данашње Карловачке богословије, као и Клирикални или Школски фонд за потпомагање средњих и виших српских школа.
Основао је конзисторију (црквени суд), отварао архиве и библиотеке. Залагао се да у свакој вароши и селу отвори по школу, а да свештеници не проповедају "само речима него и животом". Обновио је манастир Гргетег, саградио саборну цркву у Сремским Карловцима. Од његове заоставштине основан је после његовог упокојења Неприкосновени фонд за финансирање трошкова епархијске управе.
Умро је 15. августа 1768. године у Сремским Карловцима, где је и сахрањен.